# Шульц, Марина
Мари́на Шульц (ивр. מרינה שולץ‎; 18 декабря 1994, Челябинск, Россия) — израильская художественная гимнастка, участница Олимпийских игр.

## Карьера
На Олимпийских играх 2012 года Шульц в составе сборной Израиля заняла 8-е место в групповом многоборье.